# Андрущенко Семен Матвійович
Андрущенко Семен Матвійович (*1782, Гінці — †1850, Пирятин) — учитель, викладач іноземних мов та математики, професор.

## Біографія
Народився в сім'ї священика о. Матвія Андрущенка.
Навчався в Переяславській семінарії, з 15 жовтня 1793 — у КМА, своїм коштом.
1797 — студент класу риторики.
По закінченні КМА з 1805 працював учителем у нижчих граматичних класах Переяславської семінарії, згодом — викладач німецької, французької, латинської, грецької, слов'янської мов та математики.
1819 — тимчасово працював у Полтавському губернському правлінні.
1820–1822 — учитель латинської мови 1-ї Київської гімназії.
1822–1832 — професор латинської словесності Ніжинської гімназії вищих наук князя О. А. Безбородька.
1830 після роботи «высочайшей» комісії був звільнений з посади вченого секретаря гімназії, а 1832 звільнений по причині «неспокойного характера и дурного образа мыслей». Залишив службу і останні роки прожив усамітнено в хуторі Варвари Костянтинівни Андрущенко Сліпорід (який ще називався Андрущенків чи Варочкін хутір) в Пирятинському повіті, де, мабуть, і похований.
Доводився родичем Євгену Гребінці. Майбутній письменник перші свої два роки навчання в Ніжинській гімназії квартирував у професора цього закладу Семена Андрущенка. За його ж протекцією вступив у четвертий клас гімназії, де старанно вчився намагаючись виправдати довіру професора. Як викладач і як господар квартири мав великий вплив на формування поглядів Гребінки. Як викладач, відначався надзвичайною точністю і ясністю висловлювання, легкістю і приємністю пееркладів, глибоким знавцем римської прадавнини. Його вихованці, прослухавши 2 курси, вільно перекладали з російської на латинську і навпаки, та навіть складали твори латинською мовою. В той же час, за словами Гребінки мав нестерпний характер, через що Євген Павлович через 2 роки відійшов з його квартири.

## Нагороди
В 1826 р. нагороджений орденом Святої Анни 3-го ступеня, а в 1827 р. йому надано чин надвірного радника.